# Żylak kolczasty

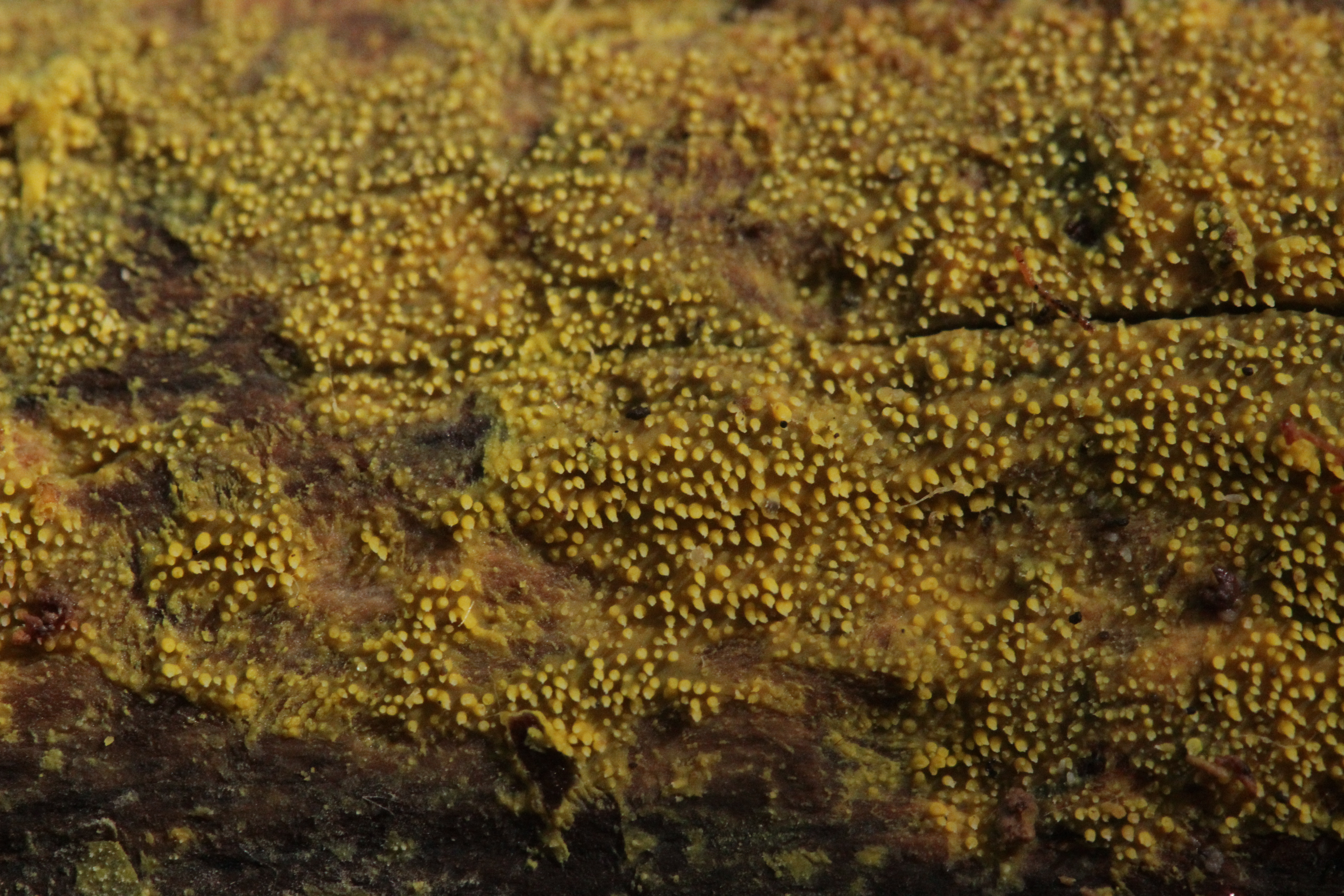

Żylak kolczasty, woszczyneczka kolczasta (Mycoacia uda Donk)– gatunek grzybów z rzędu żagwiowców (Polyporales).

## Systematyka i nazewnictwo
Pozycja w klasyfikacji według Index Fungorum: Mycoacia, Meruliaceae, Polyporales, Incertae sedis, Agaricomycetes, Agaricomycotina, Basidiomycota, Fungi.
Gatunek ten opisał w 1821 roku Elias Fries, nadając mu nazwę Hydnum udum. Obecną, uznaną przez Index Fungorum nazwę nadał mu Marinus Anton Donk w 1931 r.
Ma 11 synonimów. Niektóre z nich:
- Phlebia uda (Fr.) Nakasone 1997
- Sarcodontia uda (Fr.) Nikol. 1961[2].

Władysław Wojewoda w 2003 r. zaproponował nazwę żylak kolczasty dla synonimu Phlebia uda. Nazwa ta jest niespójna z obecną nazwą naukową. Internetowy atlas grzybów podaje nazwę woszczyneczka kolczasta. W. Wojewoda nazwę woszczyneczka nadał rodzajowi Ceriporiopsis.

## Morfologia
Owocnik rozpostarty, przyrośnięty. Grzyb hydnoidalny z kolcami o długości do 1–2 mm. Powierzchnia początkowo jasnożółta, w miarę dojrzewania mniej lub bardziej ochrowa, brzeg mniej lub bardziej włóknisty.
Hodowla
W hodowli na agarze tworzy białe, rzadko żółtawe, cienkie, wypukłe, subtelnie jedwabiste kolonie, rosnące w wyraźnych, nakładających się, pierzastych wzorach i złożone z pigmentowanej grzybni, która w 2% KOH po 1 tygodniu zmienia kolor na różowawo-czerwony, po 2 tygodniach podobnie, z wyjątkiem czasami lekko podniesionych, puszystych lub wełnistych obszarów wokół inokulum. Do 6 tygodnia kolonie nie ulegają zmianie, ale stają się żółte do blado pomarańczowożółtych na inokulum i w rozproszonych nieregularnych plamach. Początkowo są gładkie lub mączyste, ostatecznie rozwijają się w wyraźne zęby, dodatkowo niektóre izolaty rozwinęły się również w grube, wypukłe, pomarańczowożółte lub pomarańczowo kremowe, filcowate lub wełniste grzybnie rozrzucone po kolonii. Brzegi nieco nierówne, postrzępione. W 2 i 6 tygodniu kolonia ma silny, ciężki zapach. Owocniki pojawiają się w 4–6 tygodniu.
Cechy mikroskopowe
System strzępkowy monomityczny. Strzępki zwarte, o szerokości 2–3 µm, strzępki w kolcach inkrustowane kilkoma kryształami. Cystydiole mniej więcej wrzecionowate, lekko wystające. Podstawki wąsko maczugowate, 15–20 × 4–5 µm, z 4 sterygmami i sprzążką bazalną. Bazydiospory wąsko elipsoidalne, 5–5,5(6) x 2–2,5 µm, gładkie, cienkościenne.
Strzępki brzeżne o średnicy 4–5 µm, gałęzie o średnicy 1,5–3,5 µm, cienkościenne, proste, septowane, umiarkowanie rozgałęzione, długokomórkowe. Strzępki zanurzone i powierzchniowe podobne do strzępek brzeżnych, mają średnicę 1,5–4 µm, są cienkościenne, z wiekiem stają się nieco grubościenne, z przegrodami guzowatymi, umiarkowanie do często rozgałęzione, z gałęziami często słabnącymi w kierunku wierzchołka. Strzępki powietrzne o średnicy 1,5–5 µm, cienkościenne, ale szersze strzępki nieco grubościenne w 2 tyg., w końcu wszystkie strzępki z wiekiem stają się nieco pogrubione, z guzowatymi przegrodami, umiarkowanie rozgałęzione, inkrustowane rozproszonymi, dużymi, grubymi, szklistymi kryształami. Chlamydospory o cytrynowatym kształcie, 12 × 7 µm, cienkościenne, interkalarne, rzadkie w strzępkach powietrznych w 2 tygodniu, nieobecne w 6 tygodniu.

## Występowanie i siedlisko
Stwierdzono występowanie Mycoacia aurea w Ameryce Północnej i Południowej, Europie, Azji, Afryce i Australii. Najwięcej stanowisk podano w Europie. W Polsce w 2003 r. znane było tylko jedno stanowisko tego gatunku. Podał je Bogumir Eichler w Międzyrzeczu Podlaskim w 1902 roku. Bardziej aktualne i dość liczne stanowiska podaje internetowy atlas grzybów. Mycoacia alba znajduje się na Czerwonej liście roślin i grzybów Polski. Ma status V – gatunek narażony na wymarcie, którego przeżycie jest mało prawdopodobne, jeśli nadal będą działać czynniki zagrożenia.
Nadrzewny grzyb saprotroficzny. W Polsce podano jego występowanie w lasach na martwym drewnie drzew liściastych; na olszy czarnej, leszczynie i wierzbie szarej, w innych krajach na jesionie wyniosłym, dębie omszonym, buku pospolitym olszy zielonej, topoli osice, ale także na pniach jodły pospolitej.